# Repubblica Popolare di Polonia
La Repubblica Popolare di Polonia (RPP) (in polacco Polska Rzeczpospolita Ludowa, PRL) è il nome ufficiale assunto dalla nazione polacca tra il 1947 e il 1989. Con una popolazione di circa 37,9 milioni di abitanti verso la fine della sua esistenza, era il più popoloso Paese dell'Europa orientale non transcontinentale (esclusa quindi l'URSS). Paese socialista a guida marxista-leninista e alleato dell'Unione Sovietica che la liberò dall'occupazione nazista, fu anche tra i principali firmatari dell'alleanza dei Paesi est-europei noto come Patto di Varsavia. Come nell'attuale Stato, la capitale era Varsavia.
La superficie, il territorio e gli affacci al mare (Mar Baltico) erano gli stessi dello Stato odierno, mentre i confini, pur rimanendo geograficamente gli stessi, differivano completamente riguardo agli stati frontalieri; alla fine degli anni '80, la RPP confinava a nord e ad est con l'Unione Sovietica (RSFS Russa, RSS Lituana, RSS Bielorussa, RSS Ucraina), a sud con la Cecoslovacchia e ad ovest con la Repubblica Democratica Tedesca, colloquialmente nota come Germania Est.
L'ex Paese ha coperto la storia della Polonia contemporanea tra il 1952 e il 1989 sotto l'amministrazione filosovietica istituita dopo la liberazione del suo territorio occupato dai nazisti da parte dell'Armata Rossa.
Il nome ufficiale dello Stato era inizialmente "Repubblica di Polonia" (Rzeczpospolita Polska) tra il 1947 e il 1952, in conformità con la Piccola Costituzione del 1947. Il nome "Repubblica popolare" era stato introdotto in seguito e definito dalla Costituzione della Repubblica Popolare di Polonia del 1952. Come altre Nazioni del blocco orientale, la RPP era uno Stato satellite nella sfera di influenza dell'Unione Sovietica.
Come altri Stati marxisti-leninisti, la RPP era uno Stato a partito unico: il Partito Operaio Unificato Polacco (POUP) era pertanto l'unica forza politica autorizzata a guidare il Paese, sebbene con caratteristiche più liberali rispetto ad altri Stati del blocco orientale. La nazione era divisa tra coloro che sostenevano il POUP, quelli che gli si opponevano e quelli che si rifiutavano di impegnarsi politicamente. Durante la sua esistenza, difficoltà economiche e disordini sociali erano comuni di decennio in decennio così come le continue lotte interne per l'insurrezione della democrazia liberale. La RPP aveva raggiunto alcuni risultati importanti come il miglioramento della qualità della vita, una rapida industrializzazione e urbanizzazione, assistenza sanitaria universale e istruzione gratuita per ogni grado. Uno degli obiettivi essenziali raggiunti dal POUP era la ricostruzione di Varsavia dopo la seconda guerra mondiale e l'eradicazione dell'analfabetismo. La RPP ha anche attuato politiche che hanno ridotto il problema dei senzatetto e istituito una garanzia al lavoro, contribuendo ad un alto tasso di natalità che tra il 1947 e il 1989 ha raddoppiato la sua popolazione.
L'Esercito popolare polacco (Ludowe Wojsko Polskie) era il ramo principale delle forze armate, anche se le unità dell'Armata Rossa erano di stanza sul territorio come in tutti gli altri Paesi del Patto di Varsavia. Il Ministero della pubblica sicurezza (Ministerstwo Bezpieczeństwa Publicznego) era la principale agenzia di intelligence e di polizia segreta, simile alla Stasi della RDT e al KGB sovietico. L'organizzazione ufficiale di polizia era nota come Milizia dei Cittadini (Milicja Obywatelska). Le forze speciali della Milizia, dette ZOMO, hanno commesso gravi crimini per mantenere intatta l'egemonia del POUP, tra cui l'abuso di potere sui manifestanti, l'arresto illegale dei leader dell'opposizione e, in casi estremi, l'omicidio, con almeno 22 000 persone uccise dal regime durante tutta la sua esistenza. Di conseguenza, la Polonia aveva un alto tasso di detenzione ma uno dei più bassi tassi di criminalità del mondo.

## Governo e politica

Logo del Partito Operaio Unificato Polacco.

Il governo e la politica della Repubblica Popolare di Polonia erano guidati dal Partito Operaio Unificato Polacco (POUP, in lingua polacca Polska Zjednoczona Partia Robotnicza, PZPR). Nonostante la presenza di due partiti minori, il Paese era concepito come Stato socialista marxista-leninista a partito unico, perché questi due partiti erano asserviti al POUP e dovevano accettare la sua leadership come condizione per la loro esistenza. Questo aveva reso il Paese fortemente dipendente dall'Unione Sovietica e politicamente inglobato nella sua sfera di influenza in quanto Stato satellite, come gli altri Paesi del blocco orientale.
La Costituzione della Repubblica Popolare di Polonia del 1952 aveva abolito la carica di Presidente, che era stata sostituita, come capo di Stato, da un organo collegiale, il Consiglio di Stato.
Le elezioni venivano svolte utilizzando la singola lista del Fronte dell'Unità Nazionale (Front Jedności Narodu, FJN). Nonostante la sua natura totalitaria, la RPP era una delle nazioni marxiste-leniniste più liberali ed era l'unico paese socialista al mondo che non riportava alcun simbolo socialista (stelle rosse, spiga di grano o falce e martello) sulla sua bandiera o sullo stemma. L'aquila bianca, utilizzata fin dal Medioevo dai monarchi polacchi, rimaneva l'emblema nazionale dello Stato; l'unica caratteristica rimossa era la corona, che veniva vista dal regime come simbolo dell'imperialismo e della monarchia.

### Politica estera
Durante la sua esistenza, la Repubblica Popolare di Polonia aveva mantenuto relazioni non solo con l'Unione Sovietica, ma anche con diversi altri stati comunisti in tutto il mondo. Aveva anche rapporti sostanzialmente amichevoli con gli Stati Uniti e il blocco occidentale, nonché con la Repubblica Popolare Cinese. Al culmine della guerra fredda, la RPP aveva tentato di rimanere neutrale rispetto al conflitto tra sovietici e americani. In particolare, Edward Gierek aveva cercato di affidare alla RPP il ruolo mediatore tra le due superpotenze negli anni 1970. Sia i presidenti degli Stati Uniti che i segretari generali o i leader sovietici avevano visitato la RPP.
Sotto la pressione dell'Unione Sovietica, la RPP aveva partecipato all'invasione della Repubblica Socialista Cecoslovacca a seguito della Primavera di Praga del 1968.
Le relazioni della RPP con Israele si attestavano a livelli stabili in seguito alle conseguenze dell'Olocausto. Nel 1947, la RPP aveva votato a favore del Piano di partizione della Palestina delle Nazioni Unite, che portava al riconoscimento di Israele il 19 maggio 1948. Tuttavia, a seguito della guerra dei sei giorni, la RPP aveva interrotto le relazioni diplomatiche con Israele nel giugno 1967 e aveva sostenuto l'Organizzazione per la liberazione della Palestina che aveva riconosciuto lo Stato di Palestina il 14 dicembre 1988. Nel 1989, la Repubblica Popolare di Polonia aveva ripristinato le relazioni diplomatiche con Israele.
La RPP aveva partecipato come membro delle Nazioni Unite, dell'Organizzazione mondiale del commercio, del Patto di Varsavia, del Comecon, dell'Agenzia internazionale dell'energia, del Consiglio d'Europa, dell'Organizzazione per la sicurezza e la cooperazione in Europa, dell'Agenzia internazionale per l'energia atomica e di Intercosmos.

### Esplicative
1. ↑  Con la legge marziale e il comando del Consiglio Militare di Salvezza Nazionale.
2. ↑  Pur essendo ammessi altri partiti, la costituzione attribuiva al Partito Operaio Unificato Polacco la guida politica del Paese.
3. ↑  La seconda camera, Senat (senato), era stata abolita nel 1952 e reintrodotta nel 1989.
4. ↑  La carica era stata reintrodotta nel 1989 con il Rinnovamento di Aprile.

### Fonti
1. ↑  (EN) What Was the Eastern Bloc?, su WorldAtlas, 8 agosto 2018. URL consultato il 2 luglio 2020.
2. 1 2  (PL) Ustawa konstytucyjna (PDF), su Camera dei deputati (Polonia). URL consultato il 2 luglio 2020 (archiviato dall'url originale il 29 settembre 2007).
3. 1 2  (EN) Rao, B.V., History of Modern Europe Ad 1789-2002: A.D. 1789-2002, Sterling Publishers Pvt. Ltd, 2006.
4. ↑  (EN) Marek, Krystyna, Identity and Continuity of States in Public International Law, Librairie Droz, 1954,  p. 475, ISBN 9782600040440. URL consultato il 2 luglio 2020.
5. ↑  (PL) 30 procent analfabetów…, su Retropress. URL consultato il 2 luglio 2020.
6. ↑  (PL) analfabetyzm, su Encyklopedia PWN. URL consultato il 2 luglio 2020.
7. ↑   Comparing the Characteristics of Homeless Adults in Poland and the United States, in American Journal of Community Psychology, vol. 53, 1–2,  pp. 134-145, DOI:10.1007/s10464-014-9632-8, ISSN 0091-0562 (WC · ACNP), PMID 24473922.
8. ↑  (PL) Urząd Bezpieczeństwa Publicznego, su Sztetl. URL consultato il 2 luglio 2020 (archiviato dall'url originale il 6 gennaio 2020).
9. ↑  (EN) Rummel, R.J., Statistics of democide: genocide and mass murder since 1900, Charlottesville, Virginia: Transaction Publishers, 1997.
10. ↑  (EN) Scott Manning, Communist Body Count, su ScottManning.com, 4 dicembre 2006. URL consultato il 2 luglio 2020.
11. ↑  (EN) Daems, Tom; Smit, Dirk van Zyl; Snacken, Sonja, European Penology?, Bloomsbury Publishing, 2013. URL consultato il 2 luglio 2020.